# Thelocactus rinconensis
Thelocactus rinconensis är en kaktusväxtart som först beskrevs av Poselger, och fick sitt nu gällande namn av Nathaniel Lord Britton och Joseph Nelson Rose. Thelocactus rinconensis ingår i släktet Thelocactus och familjen kaktusväxter.

## Underarter
Arten delas in i följande underarter:
- T. r. freudenbergeri
- T. r. hintonii
- T. r. nidulans
- T. r. rinconensis

## Bildgalleri

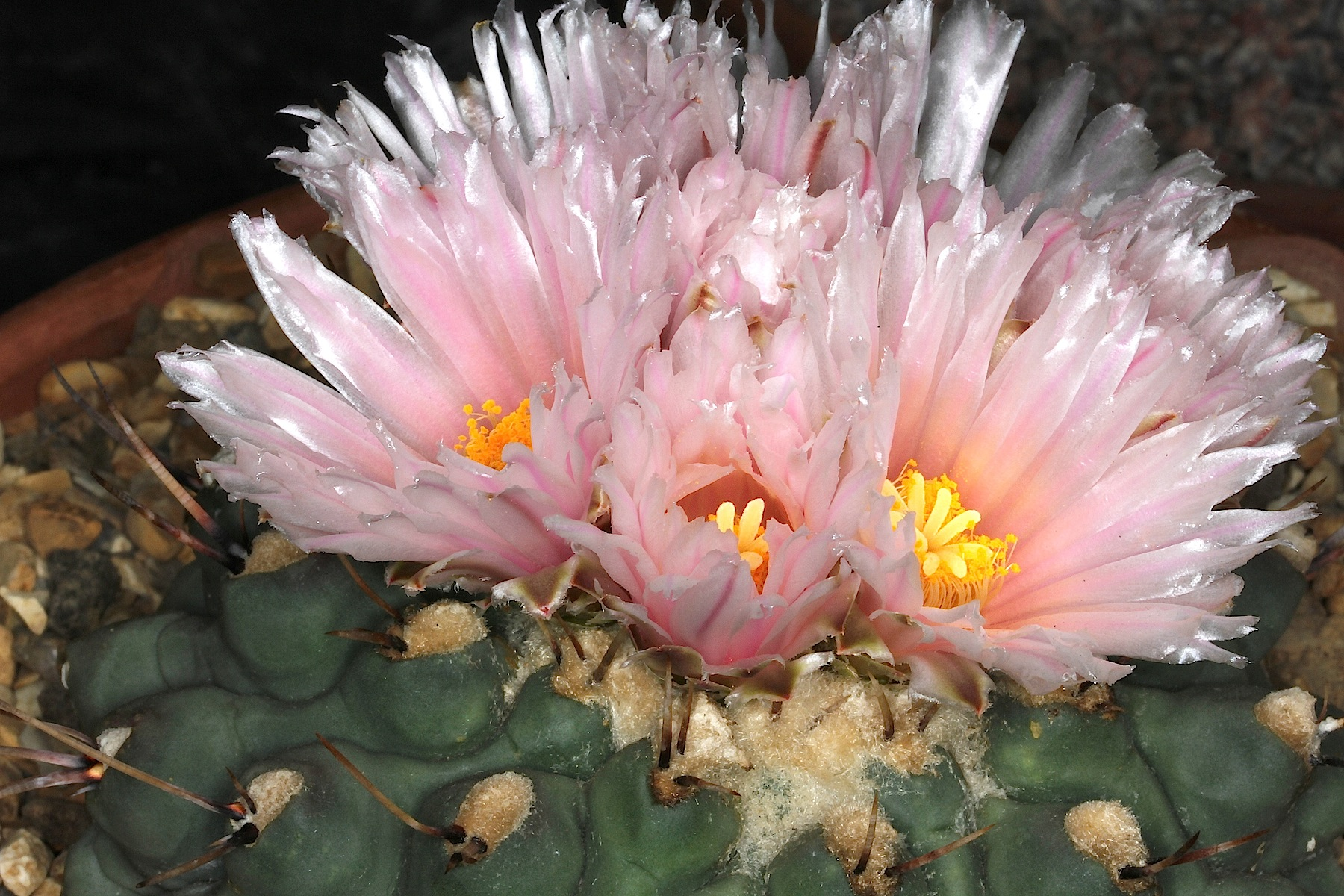
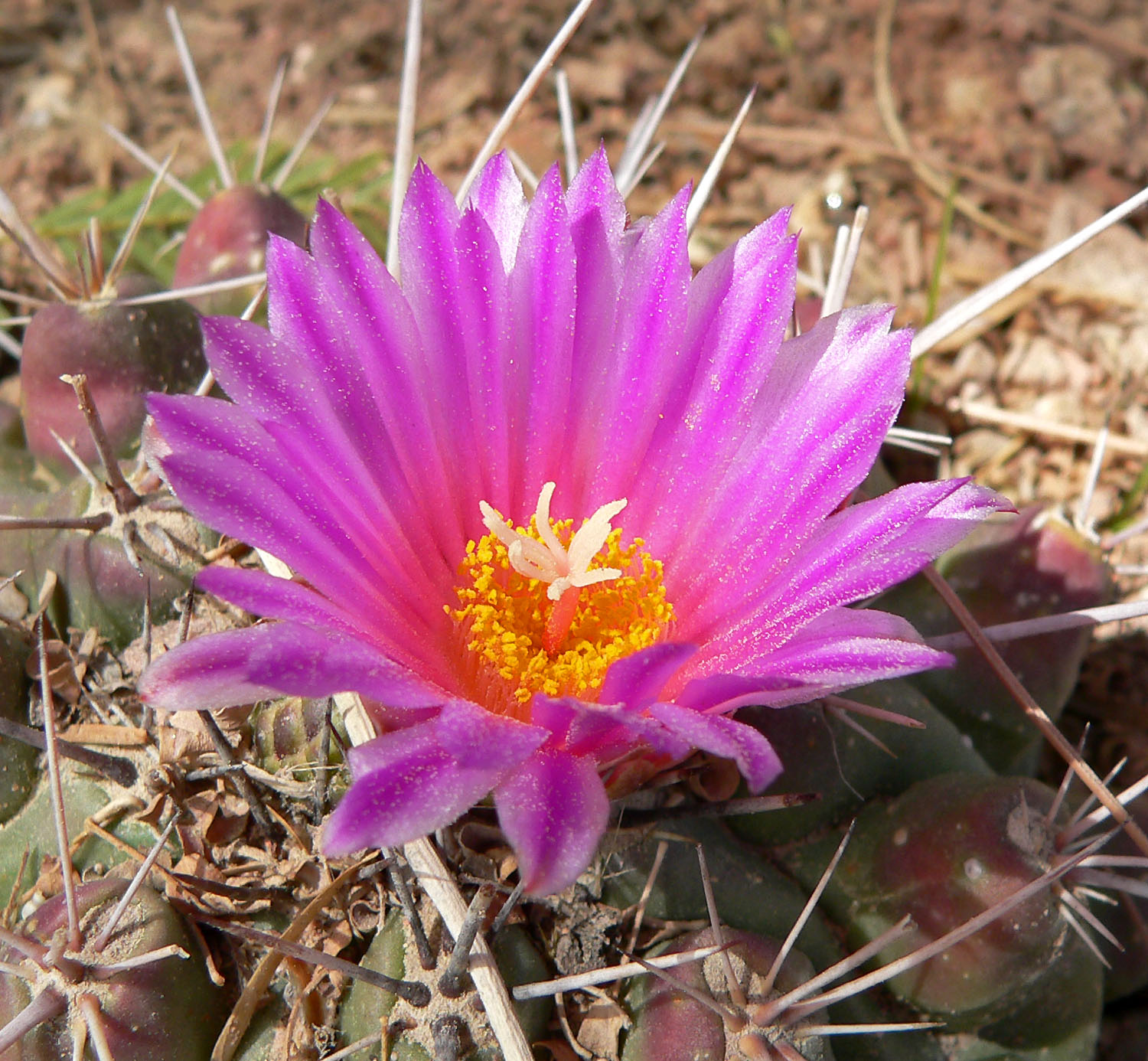
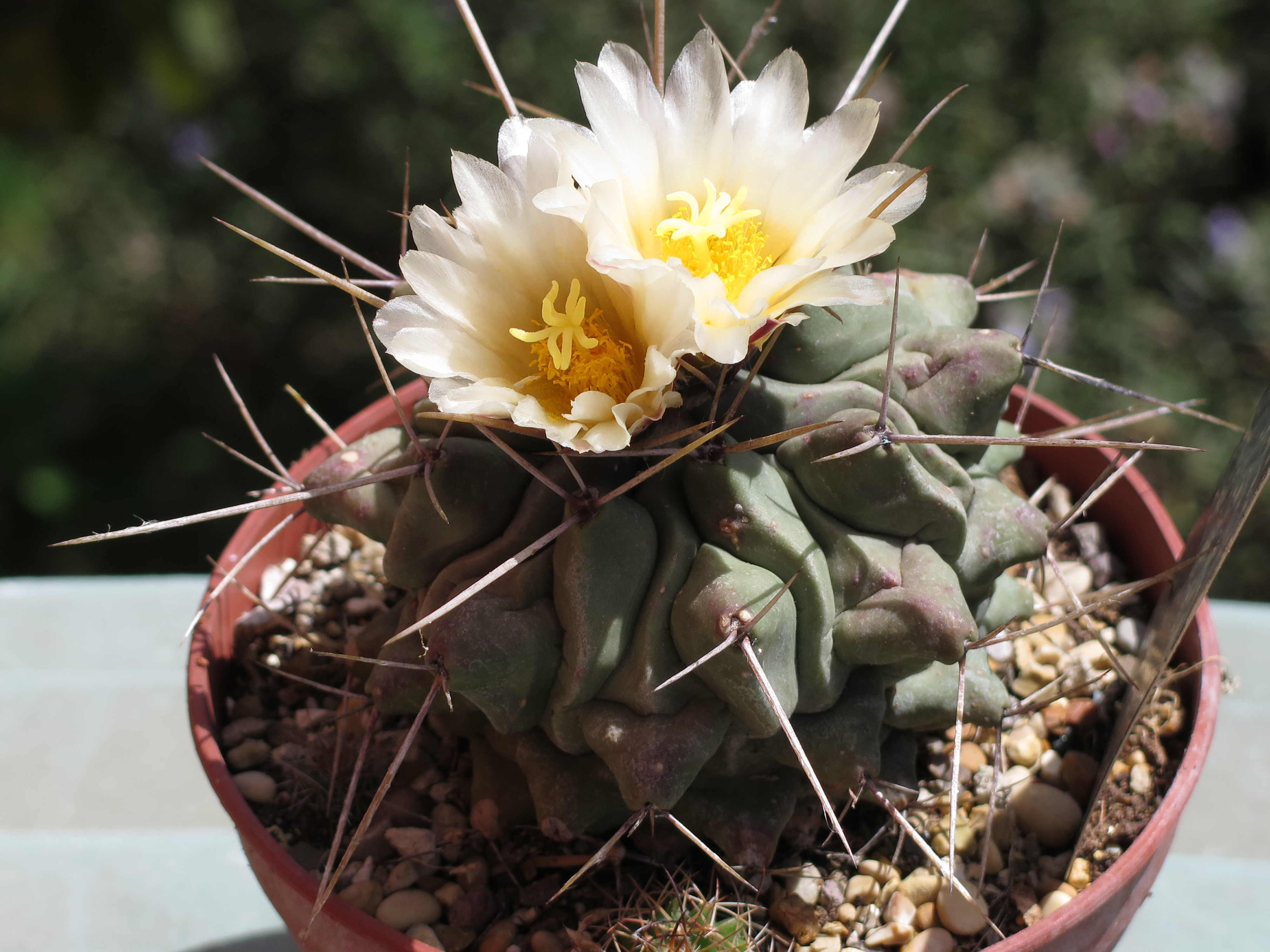